# Irénée Thériot
Marie-Hypolite Irénée Thériot (21 de diciembre de 1859-25 de marzo de 1947) fue un maestro, botánico y briólogo francés. Trabajó intensamente con musgos.

## Biografía
Theriot quedó huérfano a la edad de siete años. Después del entrenamiento como maestro fue empleado en Sarthe 1883-1888 y luego se convirtió en director de la Escuela primaria superior en Le Havre, donde permaneció hasta su jubilación en 1920. Se retiró a la pequeña ciudad de Fontaine la Mallet cerca, donde murió en marzo de 1947. Fue enterrado junto a su madre, que había muerto en 1938, y su único hijo, que murió a los 30 en 1917.
Theriot dedica su tiempo libre a la briología, en el que él había tomado primero un interés en la juventud, el estudio de la flora de L. Corbière de Normandía. El primer espécimen que describió fue Fissidens monguillonii Theriot (1887). Influenciado por Jules Cardot y por F.F.G. Renauld, su alcance se amplió más allá de la flora francesa y en 1900 fue autor de obras sobre la flora de América del Norte y Túnez. En 1904 publicó trabajos sobre la flora de China, luego de Nueva Caledonia. Theriot adquirió ejemplares de todo el mundo, que le envió a otros, describiendo más de 1.000 nuevas especies y numerosos nuevos géneros. Su herbario, lleno de sus propias colecciones y los adquiridos por el intercambio, fue depositado en el Herbario del Museo de Historia Natural de París en 1939.

## Algunas publicaciones
- 1930. Mexican Mosses Collected by Brother Arsene Brouard, vol. 81 (1)
- 1928. Mexican mosses collected by Brother Arsene Brouard -- II. Vol. 2966 Publication 81 (Smithsonian Institution) 26 pp.
- 1924. Musci novi africani
- 1924. Mousses de Kerguelen, ed. Société linnéenne de la Seine Maritime, 3 pp.
- 1921. Mousses du Costa-Rica. Reimpreso de Impr. Micaux frères, 315 pp.
- 1904. New Or Unrecorded Mosses of North-America. Con Jules Cardot. Ed. Univ. of Chicago Press, 58 pp.
- 1902. Excursions bryologiques dans les Alpes françaises
- 1899. Muscinées du département de la Sarthe. Reimpreso de E. Monnoyer, 128 pp.
- 1886. Note sur un exemplaire de la Flore de N. Desportes, 12 pp.

## Honores
- 1892: miembro de la Société Botanique de France

## Epónimos
Género de briófita
- (Buxbaumiaceae) Theriotia Cardot[3]

Especies fanerógamas
- (Asteraceae) Carduus × theriotii Rouy[4]
- Rue Irénée Thériot. 76290 Fontaine La Mallet[5]